# Cryptotis evaristoi
Cryptotis evaristoi és una espècie d'eulipotifle de la família de les musaranyes. És endèmica del nord dels Andes peruans, prop de la frontera amb l'Equador. Pertany al grup C. thomasi. Entre altres coses, es distingeix d'altres musaranyes sud-americanes per la seva gran mida, la cua relativament curta i determinats aspectes de la seva morfologia dental. Els seus hàbitats naturals són els páramos i els boscos montans. Com que fou descoberta fa poc, encara no se n'ha avaluat l'estat de conservació.